# 电子乐 (广泛总称)
电子乐，是指一大类以电子音乐为基础的音乐风格，旨在供人聆听而非严格用于跳舞，如科技舞曲、浩室、氛围音乐、丛林音乐等，也是20世纪90年代初在英国兴起的一种音乐场景。在美国，该术语主要用于泛指电子音乐。

## 不同地方的定義
在1990年代後期的北美，主流音樂產業採用並在某種程度上將电子乐定義為包含科技舞曲、大节拍、鼓打貝斯、神遊舞曲、緩拍以及氛圍等電子音樂子類別的总称，不論其是否出自獨立唱片公司為迎合「地下」夜店和銳舞場景的電子音樂作品、還是由主流唱片公司授權並向主流觀眾推銷，作為另類搖滾在商業上可行的替代品。然而到了2010年初，業界捨棄了“电子乐（Electronica）”一詞而改用源於學術界、並與戶外音樂節和相對主流的後銳舞電子浩室和迴響貝斯有著諸多關聯的「電子舞曲」。儘管如此，位於美國的Allmusic仍然將电子乐歸類為頂級音樂類型，聲稱其擁有可使人跳舞的律動，並適合以耳機在休閒區域聆聽的音樂。
在世界其他地方，特別是在英國，电子乐也是一個廣義的術語，但與非舞曲音樂有關，包括相對實驗性的緩拍電子音樂風格。电子乐在英國以外的部分主要與智能舞曲的定義重疊。

## 一波多樣的藝人們
电子乐受益於音樂技術的進步，尤其是电子乐器、合成器、音序器、鼓機和数字音频工作站的發展。隨著技術的發展，個人或小團體可以在較小的錄音室中製作電子歌曲和錄音，甚至在自家錄音也行。同時，電腦促進了音樂取樣和循環的使用，作為聲音組成的構成要件。這導致了一段時間的創造性實驗和新形式的發展，其中一些便被稱為电子乐。
电子乐目前包括各種各樣的音樂表演和風格，此流派的音樂家有受歡迎的藝人如碧玉、冰金樂團等、智能舞曲音樂家如Autechre、或以回响音乐為基礎的緩拍、緩速和神遊舞曲音樂人如艾费克斯双胞胎。在电子乐術語普遍使用之前，一些電子音樂家們早在在1980年代後期開始錄製作品，並後來在商業上取得成功，包括超凡樂團、流線胖小子、傻瓜龐克、化學兄弟、水晶療法樂團、莫比、地底世界樂團和無信念合唱團。电子乐作曲家經常創作他們作品的另類版本，稱為「混音」（remixes）；這種做法也發生在相關的音樂形式，如氛圍、叢林和電子舞曲。
1990年代後期開始，紐約市逐漸成為電子音樂聲響的實驗和成長中心之一，來自東南亞和巴西等地區的唱片騎師以及音樂製作人將他們的創作帶到了該城市的舞廳。

## 對主流流行音樂的影響
大約在1990年代中期，隨著英國的化學兄弟和超凡樂團的大節拍聲響獲得重大成功，以及主流藝人的關注如瑪丹娜與製作人威廉·歐位元在她1998年專輯《光芒萬丈》中的合作，和澳洲女歌手丹妮·米洛與她1997年的專輯《Girl》。至此，這個時期的音樂在大型唱片公司和MTV的重視與支持之下開始以更高的預算、更高的技術質量，以及比大多數其他形式的舞曲音樂更多層次的製作。
根據1997年《《告示牌》雜誌》的文章，文中認為「俱樂部社群和獨立唱片廠牌的結盟」提供了實驗和引領潮流的環境，讓其中的电子乐藝人發展並最終成為主流。文中也提及了美國音樂廠牌如Astralwerks（旗下有倫敦未來之聲、Fluke等）、私酒音樂（旗下有DJ Keoki等）、Sims唱片和天使之城唱片（City Of Angels Label，旗下有水晶療法樂團等）在發掘和營銷在电子乐普及的音樂家中扮演重要角色。

## 當代媒體的運用
在1990年代末和2000年代初，电子乐越來越多地被用作電視廣告的配樂，最初用於汽車電台。它還被用於各種遊戲，如反重力賽車系列，其配樂由許多流行的電子曲目組成，這些曲目有助於讓人對這類音樂產生更多興趣。

## 詳見
- 電子音樂類型列表

### 書籍
- Cummins, James. 2008. Ambrosia: About a Culture - An Investigation of Electronica Music and Party Culture. Toronto, ON: Clark-Nova Books. ISBN 978-0-9784892-1-2